# Sam Colson
Samuel Linn (Sam) Colson (ur. 24 marca 1951 w Beloit) – amerykański lekkoatleta, oszczepnik.
W Meksyku w 1975 zdobył złoty medal igrzysk panamerykańskich. Na Igrzyskach Olimpijskich w Montrealu w 1976 zajął 5. miejsce z wynikiem 86,16 m. W 1974 został mistrzem Stanów Zjednoczonych. 
Swój rekord życiowy (88,65 m) ustanowił 24 marca 1973 w Tuscaloosie. 